# أراسلي
أراسلي أو بلدية أراسلي (بالتاغالوغية: Bayan ng Araceli)‏، هي بلدة تقع في مقاطعة بالاوان، الفلبين. يبلغ عدد سكانها 14،434 نسمة حسب احصاء عام 2020.

## الجغرافيا

### التقسيم
تنقسم أراسلي سياسياً إلى 13 منطقة.
- تينينتينان
- دالايوان
- سان خوسيه دي أورو
- تالوتو
- سانتو نينو
- بالوجو
- لوماكاد
- مورنغوين
- مادولدولون
- Osmeña
- داجمان
- كالانداغان (توديلا سابقًا[4])
- بوبلاسيون

### المناخ
| البيانات المناخية لـبلدية أراسلي  | البيانات المناخية لـبلدية أراسلي | البيانات المناخية لـبلدية أراسلي | البيانات المناخية لـبلدية أراسلي | البيانات المناخية لـبلدية أراسلي | البيانات المناخية لـبلدية أراسلي | البيانات المناخية لـبلدية أراسلي | البيانات المناخية لـبلدية أراسلي | البيانات المناخية لـبلدية أراسلي | البيانات المناخية لـبلدية أراسلي | البيانات المناخية لـبلدية أراسلي | البيانات المناخية لـبلدية أراسلي | البيانات المناخية لـبلدية أراسلي | البيانات المناخية لـبلدية أراسلي |
| الشهر                             | يناير                            | فبراير                           | مارس                             | أبريل                            | مايو                             | يونيو                            | يوليو                            | أغسطس                            | سبتمبر                           | أكتوبر                           | نوفمبر                           | ديسمبر                           | المعدل السنوي                    |
| --------------------------------- | -------------------------------- | -------------------------------- | -------------------------------- | -------------------------------- | -------------------------------- | -------------------------------- | -------------------------------- | -------------------------------- | -------------------------------- | -------------------------------- | -------------------------------- | -------------------------------- | -------------------------------- |
| متوسط درجة الحرارة الكبرى °م (°ف) | 29 (84)                          | 30 (86)                          | 30 (86)                          | 31 (88)                          | 31 (88)                          | 30 (86)                          | 29 (84)                          | 30 (86)                          | 29 (84)                          | 29 (84)                          | 29 (84)                          | 29 (84)                          | 30 (85)                          |
| متوسط درجة الحرارة الصغرى °م (°ف) | 23 (73)                          | 23 (73)                          | 23 (73)                          | 24 (75)                          | 25 (77)                          | 25 (77)                          | 25 (77)                          | 24 (75)                          | 24 (75)                          | 24 (75)                          | 24 (75)                          | 24 (75)                          | 24 (75)                          |
| الهطول مم (إنش)                   | 45 (1.8)                         | 34 (1.3)                         | 62 (2.4)                         | 64 (2.5)                         | 127 (5.0)                        | 159 (6.3)                        | 172 (6.8)                        | 147 (5.8)                        | 167 (6.6)                        | 182 (7.2)                        | 172 (6.8)                        | 88 (3.5)                         | 1٬419 (56)                       |
| متوسط الأيام الممطرة              | 12.1                             | 9.4                              | 13.0                             | 14.3                             | 22.7                             | 26.9                             | 28.0                             | 26.4                             | 27.0                             | 27.0                             | 22.7                             | 17.8                             | 247.3                            |
| المصدر: Meteoblue                 |                                  |                                  |                                  |                                  |                                  |                                  |                                  |                                  |                                  |                                  |                                  |                                  |                                  |